# Nadia Kounda

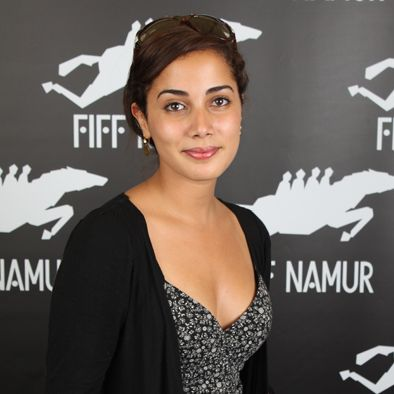
Nadia Kounda au Festival international du film francophone de Namur 2011

Nadia Kounda (arabe : نادية كوندا ) est une actrice marocaine, née le 24 octobre 1989 à Casablanca (Maroc).

## Biographie
Nadia Kounda étudie à l'institut polytechnique de Casablanca, en 2008, lorsqu'elle obtient l'un des rôles principaux du court métrage Tentations de Mohcine Nadifi. En 2009, elle est repérée par un directeur de casting qui l'encourage à auditionner pour le personnage principal de la série télévisée L'Équipe de Mohamed Nesrate, et décroche le rôle. Elle travaille quelques mois plus tard dans Jouha sous la direction du même réalisateur. En 2010, elle obtient le rôle principal du film L'Amante du Rif de Narjiss Nejjar présenté en ouverture du Festival international du film de Marrakech,. 
En 2011, elle obtient le rôle principal du film américain Raltat d'Alfred Robbins. À la fin du tournage, elle décide de se consacrer au cinéma, donnant à son parcours un tournant radical : elle abandonne ses études en troisième année en génie électrique et gagne le Canada. À Montréal,  elle suit une formation en études cinématographiques à l'université de Montréal. Depuis 2012, elle enchaine les rôles, retenue dans plusieurs castings de séries télé, et de film de cinéma, notamment L'Anniversaire de Latif Lahlou, Paris à tout prix de Reem Kherici ou encore Certifié hallal de Mahmoud Zemmouri. En 2014, elle signe avec la chaine Medi 1 TV pour incarner le personnage de Shéhérazade aux côtés de l'acteur Younes Bouab dans la série télévisée des Mille et une nuits en 30 épisode, sous la direction du réalisateur Anouar Moatassim. Nadia Kounda travaille deux ans plus tard sous la direction du réalisateur Faouzi Bensaïdi pour le long métrage Volubilis tourné au Maroc, entre Méknes et Casablanca. Ce film reçoit 5 prix au Festival national du film à Tanger en 2018,dont un prixdu meilleur rôle féminin  pour son interprétation.

## Filmographie

### Cinéma
- 2008 : Tentations de Mohcine Nadifi : Nadia
- 2010 : L'Amante du Rif de Narjiss Nejjar : Aya Zaylachi
- 2011 : Rabat de Jim Taihuttu et Victor Ponten : Yasmina
- 2011 : Raltat d'Alfred Robbins : Leila Bassir
- 2013 : Paris à tout prix : Jalila
- 2014 : L'Anniversaire de Latif Lahlou : Alia
- 2014 : Certifiée halal de Mahmoud Zemmouri : Sultana
- 2015 : I am Salma de Yossera Bouchtia (court-métrage) : Mona
- 2016 : Volubilis (film, 2017) de Faouzi Bensaïdi : Malika[4]
- 2017 : Épouse-moi mon pote de Tarek Boudali : Sana

### Télévision
- 2009 : L'Équipe (série télévisée) de Mohammed Nesrate : Soukaina
- 2010 : Hadi ou toubba (téléfilm) de Rachid Hamman : Hanane Rakmi
- 2010 : Joha (série télévisée) de Mohammed Nesrate : Rokaya
- 2011 : Salon Sherazade (série télévisée) d'Amir Ramses : Malika
- 2011 : Polygame malgré lui (série télévisée) de Mohammed Achaour : Meriem
- 2013 : Hal wa ahwal (série télévisée) de Latif Lahlou : Majdouline
- 2014 : L'Affaire Shafia (série télévisée) de Bernard Nadeau : Zainab
- 2014 : Mille et une nuits (série télévisée) d'Anouar Moatassim : Shéhérazade
- 2016 : Ces gars-là (série télévisée) de Simon-Olivier Fecteau : Karina
- 2017 : Wala Alik (série télévisée) de Mohammed Ali El Mejboud : Leila
- 2018 : abu omar el masri (série télévisée) de Ahmed khaled : Kenza
- 2021 : Sultan Achour 10 (série télévisée) de Djaffar Gacem : Manina